# 左翼日报

《左翼日报》标志

《左翼日报》（西班牙語：La Izquierda Diario）是一个发布新闻和评论文章的线上报纸网络，由阿根廷托洛茨基主义政党社会主义工人党创办。《左翼日报》因在左翼阵营中吸引一批非托洛茨基主义读者而受到关注。至2014年，社会主义工人党宣布已建立起一个由15个国家的托洛茨基主义通讯员组成的国际网络。《左翼日报》出版15个地方版本，使用7种语言撰写，分别是西班牙语、法语、英语、德语、加泰罗尼亚语、意大利语和葡萄牙语。